# Vườn quốc gia Podyjí
Vườn quốc gia Podyjí (tiếng Séc: Národní park Podyjí) là một vườn quốc gia ở vùng Nam Moravia của Cộng hòa Séc. Vườn quốc gia này bảo vệ rừng nguyen sinh dọc theo sông Dyje. Vườn quốc gia này giáp với Vườn quốc gia Thayatal trong nước Áo.